# Cha Cha Real Smooth
Cha Cha Real Smooth is een Amerikaanse film uit 2022, geschreven en geregisseerd door Cooper Raiff met Cooper Raiff zelf en Dakota Johnson in de hoofdrollen.

## Verhaal
De 22-jarige Andrew is afgestudeerd aan de universiteit maar heeft geen duidelijk levendoel voor de toekomst, dus zit hij thuis met zijn gezin in New Jersey. Een ding dat hij wel geleerd heeft aan de universiteit is het drinken en feesten waardoor hij perfect geschikt is om een feestje te bouwen tijdens de bar mitswa en bat mitswa van de klasgenoten van zijn jongere broer. Andrew raakt bevriend met een moeder, Domino en haar autistische dochter Lola. Zo ontdekt hij eindelijk een toekomst die hij wil, ook al is die misschien niet de zijne. 

## Rolverdeling
| Acteur            | Personage |
| ----------------- | --------- |
| Cooper Raiff      | Andrew    |
| Dakota Johnson    | Domino    |
| Vanessa Burghardt | Lola      |
| Evan Assante      |           |
| Brad Garrett      |           |
| Leslie Mann       |           |

## Productie
In maart 2021 werd aangekondigd dat Dakota Johnson en Cooper Raiff de hoofdrollen zullen spelen in de film, door Raiff geschreven en geregisseerd, met Johnson als medeproducent met haar TeaTime Pictures-productiemaatschappij. In augustus 2021 voegden Leslie Mann, Brad Garrett, Raúl Castillo, Odeya Rush, Vanessa Burghardt, Evan Assante en Colton Osorio zich bij de cast van de film. Het filmen begon op 12 augustus 2021 in Pittsburgh, Pennsylvania.

## Release en ontvangst
Cha Cha Real Smooth ging op 23 januari 2022 in première op het Sundance Film Festival in de U.S. Dramatic Competition. De film kreeg overwegend  kritieken van de filmcritici, met een score van 87% op Rotten Tomatoes, gebaseerd op 23 beoordelingen.